# Slam Dunk 2: IH yosen kanzenban!!
Slam Dunk 2: IH yosen kanzenban!! (スラムダンク2 IH予選完全版!!?, Suramu Danku 2 IH yosen kanzenhan!!) è un videogioco sviluppato da TOSE e pubblicato da Bandai per Super Nintendo il 24 febbraio 1995 esclusivamente in Giappone. Successivamente Bandai ha realizzato un porting per Game Boy intitolato Slam Dunk 2: Zenkoku e no TIP OFF (スラムダンク2 全国へのTIP OFF?, Suramu Danku 2 zenkoku e no TIP OFF) e uscito il 17 marzo 1995. Il videogioco è ispirato al manga ed anime Slam Dunk, e permette al giocatore di controllare la squadra dello Shohoku.

## Accoglienza
La versione per Game Boy del gioco ha ottenuto un punteggio di 21/40 dalla rivista Famitsū, basato sulla somma dei punteggi (da 0 a 10) dati al gioco da quattro recensori della rivista.